# Liste der Wappen in der Provinz Bergamo (L–Z)
Die Liste der Wappen in der Provinz Bergamo L – Z beinhaltet alle in der Wikipedia gelisteten Wappen der Orte mit dem Anfangsbuchstaben L – Z in der Provinz Bergamo in der Region Lombardei in Italien. In dieser Liste werden die Wappen mit dem Gemeindelink angezeigt. 

## Wappen der Provinz Bergamo

Provinz Bergamo
Lage der Provinz in Italien

## Wappen der Gemeinden der Provinz Bergamo (Ort A-I)
- Liste der Wappen in der Provinz Bergamo (A–I)

## Wappen der Gemeinden der Provinz Bergamo (Ort L-Z)

Lallio
Leffe
Lenna
Levate
Locatello
Lovere
Lurano
Luzzana
Madone
Mapello
Martinengo
Medolago
Mezzoldo
Misano di Gera d’Adda
Moio de’ Calvi
Monasterolo del Castello
Montello
Morengo
Mornico al Serio
Mozzanica
Mozzo
Nembro
Olmo al Brembo
Oltre il Colle
Oltressenda Alta
Oneta
Onore
Orio al Serio
Ornica
Osio Sopra
Osio Sotto
Pagazzano
Paladina
Palazzago
Palosco
Parre
Parzanica
Pedrengo
Peia
Pianico
Piario
Piazza Brembana
Piazzatorre
Piazzolo
Pognano
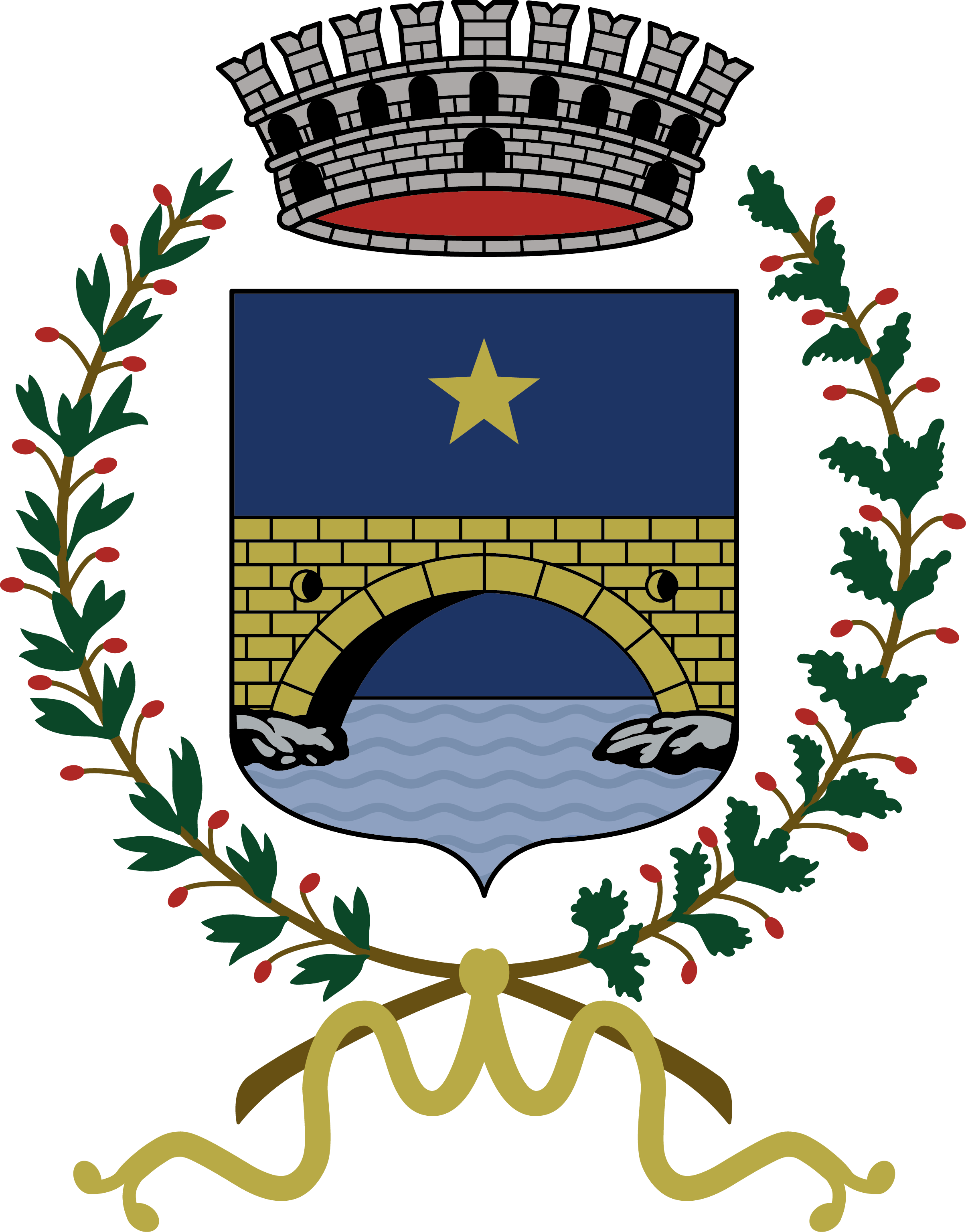
Ponte Nossa
Ponte San Pietro
Ponteranica
Pontida
Pontirolo Nuovo
Pradalunga
Predore
Premolo
Presezzo
Pumenengo
Ranica
Ranzanico
Riva di Solto
Rogno
Romano di Lombardia
Roncobello
Roncola
Rota d’Imagna
Rovetta
San Giovanni Bianco
San Paolo d’Argon
San Pellegrino Terme
Sant’Omobono Terme
Santa Brigida
Sarnico
Scanzorosciate
Schilpario
Sedrina
Selvino
Seriate
Serina
Solto Collina
Solza
Songavazzo
Sorisole
Sotto il Monte Giovanni XXIII
Sovere
Spinone al Lago
Spirano
Stezzano
Strozza
Suisio
Taleggio
Tavernola Bergamasca
Telgate
Terno d’Isola
Torre Boldone
Torre Pallavicina
Torre de’ Roveri
Trescore Balneario
Treviglio
Treviolo
Ubiale Clanezzo
Urgnano
Valbondione
Valbrembo
Val Brembilla
Valgoglio
Valleve
Valnegra
Valtorta
Vedeseta
Verdellino
Verdello
Vertova
Viadanica
Vigano San Martino
Vigolo
Villa d’Adda
Villa d’Almè
Villa d’Ogna
Villa di Serio
Villongo
Vilminore di Scalve
Zandobbio
Zanica
Zogno